# UK Music Video Awards
Los UK Music Video Awards son una ceremonia anual de premios celebrados en el Reino Unido que reconocen la «excelencia en vídeo musical e imagen en movimiento en el ámbito musical».

## Historia
Los UK Music Video Awards iniciaron en el año 2008. En el evento se premian diferentes categorías, como video del año, mejor video de pop, mejor video de rock, mejor director y mejor productor, entre otras. Se celebran en otoño y el proceso de inscripción se abre a principios del mes de agosto. Artistas como Björk, Coldplay, Kendrick Lamar y Young Thug han ganado el premio a video del año.

## Ceremonias
| Fecha                   | Lugar                | Presentador  | Video del año           | Video del año            | Video del año                    |
| Fecha                   | Lugar                | Presentador  | Video                   | Artista                  | Director                         |
| ----------------------- | -------------------- | ------------ | ----------------------- | ------------------------ | -------------------------------- |
| 14 de octubre de 2008   | Leicester Square     | Adam Buxton  | "Wanderlust"            | Björk                    | Encyclopedia Pictura             |
| 13 de octubre de 2009   | Leicester Square     | Adam Buxton  | "Strawberry Swing"      | Coldplay                 | Shynola                          |
| 12 de octubre de 2010   | Leicester Square     | Adam Buxton  | "This Too Shall Pass"   | OK Go                    | James Frost, Synn Labs y OK Go   |
| 8 de noviembre de 2011  | Leicester Square     | Adam Buxton  | "Simple Math"           | Manchester Orchestra     | Dan Kwan y Daniel Scheinert      |
| 8 de noviembre de 2012  | Leicester Square     | Adam Buxton  | "Bad Girls"             | M.I.A.                   | Romain Gavras                    |
| 28 de octubre de 2013   | Queen Elizabeth Hall | Adam Buxton  | "Until the Quiet Comes" | Flying Lotus             | Kahlil Joseph                    |
| 10 de noviembre de 2014 | Queen Elizabeth Hall | Adam Buxton  | "Turn Down for What"    | DJ Snake con Lil Jon     | Dan Kwan y Daniel Scheinert      |
| 5 de noviembre de 2015  | Roundhouse           | Adam Buxton  | "Alright"               | Kendrick Lamar           | Colin Tilley y The Little Homies |
| 20 de octubre de 2016   | Roundhouse           | Adam Buxton  | "Gosh"                  | Jamie xx                 | Romain Gavras                    |
| 26 de octubre de 2017   | Roundhouse           | Adam Buxton  | "Wyclef Jean"           | Young Thug               | Ryan Staake                      |
| 25 de octubre de 2018   | Roundhouse           | Adam Buxton  | "This Is America"       | Childish Gambino         | Hiro Murai                       |
| 22 de octubre de 2019   | Roundhouse           | Adam Buxton  | "Vossi Bop"             | Stormzy                  | Henry Scholfield                 |
| 5 de noviembre de 2020  | Virtual              | Becca Dudley | "Rocket Fuel"           | DJ Shadow con De La Soul | Sam Pilling                      |
| 4 de noviembre de 2021  | Roundhouse           | Maisie Adam  | "Mesmerize"             | Duck Sauce               | Keith Schofield                  |